# Oxid de cupru (I)
Oxidul de cupru (I) este un compus binar al oxigenului cu cuprul monovalent cu formula chimică Cu2O. 
1. ↑  „Oxid de cupru”, Cu2O (în engleză), PubChem, accesat în 19 noiembrie 2016